# Ајлета Вилиџ Пропер (Њу Мексико)
Ајлета Вилиџ Пропер (енгл. Isleta Village Proper) насељено је место без административног статуса у америчкој савезној држави Њу Мексико.

## Демографија
По попису из 2010. године број становника је 491, што је 5 (-1,0%) становника мање него 2000. године.
| Група             | 2000.     | 2010.     |
| Белци             | 3 (0,6%)  | 6 (1,2%)  |
| Афроамериканци    | 0 (0,0%)  | 0 (0,0%)  |
| Азијати           | 2 (0,4%)  | 0 (0,0%)  |
| Хиспаноамериканци | 21 (4,2%) | 39 (7,9%) |
| Укупно            | 496       | 491       |